# Elisabeth Buys
Elisabeth Buys, född i Paramaribo 1728, död 1775, plantageägare och guvernörsfru i Surinam 1770-1775. Som färgad person anses hennes ställning som guvernörsfru anmärskningsvärt i ett rashistoriskt perspektiv, och hennes liv har därför skildrats inom forskningen.   
Dotter till plantageägaren Hendrijk Buys (d. 1750?), och Anne Julien (1705-1779). Gift år 1747? med plantageägaren Isaac Stolkert (d. 1757), armékapten, och 1767/08/20 med Jan Nepveu (1719-1779), officer, senare landshövding och 1770 guvernör. Hon blev genom sin son Cornelis Frederik 1767 svärmor till Susanna du Plessis. Hon var en framgångsrik plantageägare med ansvaret för en rad välskötta plantager.  Buys var färgad, vilket hade stor betydelse i ett samhälle där rättigheterna berodde av gradering av olika hudtoner. Det är dock inte exakt fastställt på vilket sätt hon var färgad: hon kan ha varit mestis. Hennes ställning som guvernörsfru var närmast unikt inom de slavägande koloninerna i Latinamerika och Västindien, men anses också illustrera vilken hög ställning även färgade kvinnor kunde uppnå trots rasismen på grund av kvinnobristen i kolonierna.     